# Gladzor (vattendrag)
Gladzor är ett vattendrag i Armenien.   Det ligger i provinsen Vajots Dzor, i den södra delen av landet, 90 kilometer sydost om huvudstaden Jerevan.
Trakten runt Gladzor består i huvudsak av gräsmarker. Runt Gladzor är det ganska glesbefolkat, med 28 invånare per kvadratkilometer.